# Salma Youssef
Salma Youssef (* 29. Dezember 1994 in Kairo) ist eine ehemalige ägyptische Squashspielerin.

## Karriere
Salma Youssef spielte erstmals 2009 auf der PSA World Tour und gewann auf dieser einen Titel. Ihre beste Platzierung in der Weltrangliste erreichte sie mit Rang 59 im Januar 2020. Bei der Weltmeisterschaft 2019/20 stand sie zum ersten Mal im Hauptfeld des Turniers und kam nach einer Auftaktniederlage gegen Camille Serme nicht über die erste Runde hinaus.
Sie studierte an der Northumbria University.

## Erfolge
- Gewonnene PSA-Titel: 1